# Between Christian Rock and a Hard Place
Between Christian Rock and a Hard Place è il quarto album della band statunitense Good Clean Fun, pubblicato il 24 gennaio 2006 da Equal Vision Records, e segna il ritorno sulle scene della band dopo che nel 2002 la band aveva optato per lo scioglimento, avendo "terminato la sua missione". È stato pubblicato sia su CD, sia su vinile, ma con due diverse copertine: il CD raffigura il famoso dipinto dell'Ultima Cena di Leonardo da Vinci, ma con i 5 membri della band al posto di Cristo e degli Apostoli; il vinile raffigura la celebre copertina di Sgt. Pepper's Lonely Hearts Club Band dei Beatles, sempre con i membri della band ed altri personaggi al posto delle persone raffigurate nell'originale.
I testi, come nei precedenti album, riguardano temi come il vegetarianesimo, lo straight edge, i diritti degli animali e ironiche critiche alla società moderna (reality show, Internet etc.).

## Tracce
1. A Little Bit Emo, a Little Bit Hardcore – 2:39
2. Positive Hardcore – 1:53
3. Between Christian Rock and a Hard Place – 1:54
4. Drop the Knife – 1:57
5. Punk Rock Love – 1:42
6. Drug War – 1:45
7. Ex-Straightedge-Ex – 1:03
8. It's Fun to Be a Vampire – 1:57
9. ...Except for All the Goths – 1:42
10. A Healthy Dose of Reality Television – 2:17
11. What Corporate Rock Can't Say – 2:33
12. The MySpace Song (include una bonus track senza titolo) – 7:21